# جيمس دبليو. نيكلسون
جيمس دبليو. نيكلسون (بالإنجليزية: James W. Nicholson)‏ هو ضابط أمريكي، ولد في 10 مارس 1821 في ديدام في الولايات المتحدة، وتوفي في 28 أكتوبر 1887.